# Lom (okres Most)
Lom (německy Bruch) je město v podhůří Krušných hor, podlouhlého půdorysu, nacházející se v okrese Most, dva kilometry východně od Litvínova. Dělí se katastrálně na část Lom u Mostu a Loučná u Lomu. Město má přibližně 3 700 obyvatel. Protéká zde Loučenský a Lomský potok.

## Název
Název města Lom je odvozen ze staročeského slova lom označujícího praskot, boj, porážku, ale také průlom ve skále. V historických pramenech se objevuje ve tvarech: Bruch (1341), de Lom (1344, 1354), de Lomu (1407), in Lomiech (1447) a Bruch (1787 a 1833).

## Historie
První písemná zmínka o obci pochází z roku 1341.
V roce 1902 se stal městysem a v roce 1938 se stal městem.
V místním uhelném dole zemřelo 14. listopadu 1946 při výbuchu 52 horníků. U zdi kostela Nejsvětějšího Srdce Páně bylo 10. května 1945 zavražděno nejméně 36 místních Němců.

## Obyvatelstvo
Při sčítání lidu v roce 1921 ve městě žilo 8 806 obyvatel (z toho 4 469 mužů), z nichž bylo 6 018 Čechoslováků, 2 698 Němců, osm Židů, čtyři příslušníci jiné národnosti a 78 cizinců. Převažovali lidé bez vyznání (4 658 obyvatel) a římští katolíci (3 908 obyvatel). Evangelíků bylo 160, třicet lidí se hlásilo k církvi československé, třicet k izraelské a dvacet k nezjišťovaným církvím. Podle sčítání lidu z roku 1930 mělo město 9 190 obyvatel: 6 129 Čechoslováků, 2 984 Němců, osm Židů, tři příslušníky jiné národnosti a 66 cizinců. Počet lidí bez vyznání klesl na 4 623, zatímco římských katolíků přibylo (4 171 obyvatel). Dále ve městě bydlelo 27 židů, 201 evangelíků, 155 členů církve československé a třináct příslušníků nezjišťovaných církví.
|                                                       | 1869 | 1880 | 1890  | 1900  | 1910  | 1921  | 1930  | 1950  | 1961  | 1970  | 1980  | 1991  | 2001  | 2011  |
| ----------------------------------------------------- | ---- | ---- | ----- | ----- | ----- | ----- | ----- | ----- | ----- | ----- | ----- | ----- | ----- | ----- |
| Obyvatelé                                             | 793  | 913  | 1 855 | 7 654 | 8 841 | 8 806 | 9 190 | 5 507 | 4 765 | 3 771 | 3 218 | 2 504 | 2 641 | 2 787 |
| Domy                                                  | 124  | 142  | 212   | 388   | 454   | 459   | 651   | 721   | 768   | 610   | 605   | 619   | 678   | 728   |
| Data z roku 1961 zahrnují i domy místní části Loučná. |      |      |       |       |       |       |       |       |       |       |       |       |       |       |

## Doprava
Dolním Lomem vede silnice první třídy č. 27 ve směru Most–Dubí a dvě železniční tratě:
- Železniční trať Teplice v Čechách – Litvínov se zastávkou Lom u Mostu (bývalé nádraží bylo zbouráno[12]). Nádraží leží v centru Dolního Lomu, je z něj poměrně časté spojení na Litvínov a Teplice.
- Železniční trať Most – Moldava v Krušných horách, tzv. Moldavská horská dráha, se zastávkou Lom u Mostu zastávka jeden kilometr severovýchodně.

Do města také zajíždí místní autobusová doprava provozovaná Dopravním podnikem měst Mostu a Litvínova. Ta obsluhuje především Horní Lom a Loučnou prostřednictvím frekventované linky Janov–Loučná–Osek.

## Pamětihodnosti
- Přírodní památka Lomské údolí

## Rodáci
- Jiří Hendrych, politik, poúnorový poslanec za KSČ
- Květoslav Innemann, politik, poúnorový poslanec za KSČ
- Bernard Scheinpflug, pedagog a historik
- Karel Duda, diplomat, velvyslanec v USA a Velké Británii
- Jiřina Fikejzová, textařka
- Eva Oubramová, básnířka, spisovatelka a redaktorka
- Josef Alois Náhlovský, komik
- František Janda, sochař